# Fade In, Fade Out
Fade In, Fade Out is de zeventiende aflevering van het zesde seizoen van het tienerdrama Beverly Hills, 90210, die voor het eerst werd uitgezonden op 10 januari 1996.

## Verhaal
Steve organiseert een filmavond in de After Dark van B-films, met als speciale gast Roger Corman de koning van B-films. Als hij samen met Clare, Brandon en Susan een paar films bekijkt voor de filmavond dan komen ze tot de ontdekking dat Nat ook meespeelt in een film van Corman. Nat was blijkbaar 25 jaar geleden een acteur die rollen speelde in de films van Corman. Steve wil nu regelen dat Nat ook meedoet met de filmavond. Maar Nat weigert en zegt dat hij niets meer wil weten van zijn acteer verleden. Als de avond daar is dan komt een dame naar Steve toe en vraagt hem waar Nat is, dit omdat Steve Nats naam wel op de posters had gezet als speciale gast. De dame stelt zich voor als Joan Diamond en vertelt dat ze 25 jaar geleden verloofd was met Nat. Hier kijkt Steve van op en haast zich met Joan naar Nat, die is zeer verbaasd als hij Joan ziet en het gevoel van toen komt helemaal weer terug.
Kelly is verheugd als ze een bericht krijgt van haar vader, daarin staat dat hij naar Los Angeles komt en zich wil vestigen daar. Jackie waarschuwt haar dat hij wel vaker beloftes maakt en ze niet nakomt maar Kelly wil hier niets van horen. Kelly haalt hem op op het vliegveld en ze zijn blij elkaar te zien. Ze praten wat bij en Bill vraagt haar of ze een vriend heeft, ze vertelt over Colin en dat de relatie op het moment op een laag pitje staat. Bill wil Colin wel zien en ze rijden langs zijn huis. Colin heeft net een snuif cocaïne genomen en is flink high en net hierna komen Kelly en Bill binnen. Kelly heeft het meteen in de gaten en wil weer weg omdat ze nu helemaal klaar is met Colin. Bill wil kijken voor een woonhuis om zich te settelen. Ze vinden een huis en Bill wil wel kopen, op de dag dat hij zal tekenen is er geen spoor meer van Bill. Kelly vermoedt al hoe laat het is en rijdt snel naar het vliegveld, daar komt ze erachter dat Bill weer weg is met het vliegveld. Helemaal teleurgesteld gaat ze naar huis en ziet daar een grote bos bloemen staan met een cheque van Bill. Er zit ook een briefje bij met excuses en dat hij het nog een keer goed zal maken. Kelly zit helemaal in de put en gaat naar haar slaapkamer, in haar la vindt een flesje met cocaïne die ze van Colin heeft afgenomen. Ze rolt de cheque op en neemt een snuif cocaïne.
Joe heeft last van zijn enkel en omdat de klachten blijven gaat hij naar een dokter. De dokter kijkt de enkel na maar doet nog een paar tests, hij constateert iets raar aan zijn hart en vraagt hem om langs een cardioloog te gaan. Hij gaat naar Dr. Martin en hoort daar dat hij een aangeboren afwijking aan zijn hart heeft, en hij adviseert dat Joe stopt met football. Hij gaat naar een andere cardioloog van het footballteam voor een second opinion. Die vertelt Joe dat er niets aan de hand is en dat hij gewoon kan spelen.
Brandon is bezig op de redactie als de telefoon gaat, het is Jonathan met de mededeling dat hij binnenkort langs komt en vraagt Brandon of hij dit aan Susan wil doorgeven. Hij heeft hier weinig zin in en loopt weg. Later krijgt hij spijt en vraagt aan Valerie of zij advies kan geven. Ze geeft een advies om een memo papiertje te schrijven en tussen de papieren van Susan te leggen.

## Rolverdeling
- Jason Priestley - Brandon Walsh
- Jennie Garth - Kelly Taylor
- Ian Ziering - Steve Sanders
- Brian Austin Green - David Silver
- Tori Spelling - Donna Martin
- Tiffani Thiessen - Valerie Malone
- Joe E. Tata - Nat Bussichio
- Kathleen Robertson - Clare Arnold
- Jason Wiles - Colin Robbins
- Ann Gillespie - Jackie Taylor
- Emma Caulfield - Susan Keats
- Cameron Bancroft - Joe Bradley
- John Reilly - Bill Taylor
- Julie Parrish - Joan Diamond
- Carl T. Evans - Jonathan Casten
- Roger Corman - Zichzelf